# Terpsiphone corvina
Terpsiphone corvina е вид птица от семейство Monarchidae. Видът е критично застрашен от изчезване.

## Разпространение
Видът е разпространен в Сейшелите.